# Teratura maculata
Teratura maculata är en insektsart som beskrevs av Sigfrid Ingrisch 1990. Teratura maculata ingår i släktet Teratura och familjen vårtbitare. Inga underarter finns listade i Catalogue of Life.